# Telgha
Telgha – gaun wikas samiti w zachodniej części Nepalu w strefie Lumbini w dystrykcie Palpa. Według nepalskiego spisu powszechnego z 2001 roku liczył on 667 gospodarstw domowych i 3336 mieszkańców (1843 kobiet i 1493 mężczyzn).